# Mad (EP de Got7)
Mad (estilizado como MAD) é o quarto extended play do boy group sul-coreano Got7, lançado em 30 de setembro de 2015 pela JYP Entertainment. A canção "If You Do" foi usada para promover o EP. O álbum foi relançado em novembro do mesmo ano sob o título Mad Winter Edition.

## Lista de faixas
※ Faixas em negrito identificam os singles dos álbuns.

### Versão original
| N.º            | Título                       | Compositor(es)                                         | Duração |  |
| 1.             | "If You Do (니가 하면)"      | Rado of Black Eyed Pilseung                            | 3:33    |  |
| 2.             | "Put Your Hands Up (손들어)" | J.Y. Park "The Asiansoul, Princess Disease of Cho Wool | 3:08    |  |
| 3.             | "Feels Good (느낌이 좋아)"   | Chloe, Noday                                           | 3:35    |  |
| 4.             | "Good"                       | E.One                                                  | 3:11    |  |
| 5.             | "Eyes on You (눈이가요)"     | Command Freaks, Ju Chanyang                            | 3:24    |  |
| 6.             | "Tic Tic Tok"                | Noday, Chloe                                           | 3:22    |  |
| Duração total: | Duração total:               | Duração total:                                         | 20:08   |  |

### Versão repaginada
| N.º            | Título                               | Compositor(es)                                                                   | Duração |  |
| 1.             | "고백송" (Confession Song)           | J.Y. Park "The Asian Soul"                                                       | 3:33    |  |
| 2.             | "매일" (Everyday)                    | Def soul(JB), 조울 of 프린세스디지즈 [Cho Wool of Princess Disease]              | 3:11    |  |
| 3.             | "이.별" (The Star)                   | Andreas Stone Johansson, Matt Wong, Steven Lee                                   | 3:52    |  |
| 4.             | "니가 하면" (If You Do)              | Rado of Black Eyed Pilseung                                                      | 3:33    |  |
| 5.             | "손들어" (Put Them Up)               | J.Y. Park "The Asiansoul", 조울 of 프린세스디지즈 [Cho Wool of Princess Disease] | 3:08    |  |
| 6.             | "느낌이 좋아" (Feels Good)           | Chloe, Noday                                                                     | 3:35    |  |
| 7.             | "GOOD"                               | E.One                                                                            | 3:11    |  |
| 8.             | "눈이가요" (Eyes on You)             | Command Freaks, Ju Chanyang                                                      | 3:24    |  |
| 9.             | "Tic Tic Tok"                        | Noday, Chloe                                                                     | 3:22    |  |
| 10.            | "니가 하면 (If You Do)" (Stage Ver.) | Rado of Black Eyed Pilseung                                                      | 3:33    |  |
| Duração total: | Duração total:                       | Duração total:                                                                   | 34:16   |  |

## Re-lançamento
Em 23 de novembro foi lançada uma versão repaginada do MAD, titulada Mad Winter Edition. Esta contém as faixas originais do MAD e três novas canções, sendo elas: "Confession Song" (고백송), "Everyday" (매일) e "The Star" (이.별).

## Desempenho nas paradas musicais
| Parada                                | Maior posição |
| ------------------------------------- | ------------- |
| South Korea Gaon Weekly Albums Chart  | 1             |
| South Korea Gaon Monthly Albums Chart | 5             |

| Parada | Posição |
| ------ | ------- |
| Gaon   | 9       |

| Parada | Posição |
| ------ | ------- |
| Gaon   | 34      |

## Vendas

### Versão original
| Ano   | Gaon Vendas Físicas |
| ----- | ------------------- |
| 2015  | 91,119              |
| 2016  | 9,911+              |
| Total | 101,030+            |

### Versão repaginada
| Ano   | Gaon Vendas Físicas |
| ----- | ------------------- |
| 2015  | 24,119              |
| 2016  | 2,300+              |
| Total | 26,419+             |